# Armwrestling
Armwrestling (sportovní přetláčení rukou, přetláčení, páka) je sport, který provozují vždy dva sportovci. Každý sportovec umístí jednu ruku (oba stejnou, levou, či pravou) na svoji podložku, přičemž jejich lokty se jí musí dotýkat a snaží se přetlačit ruku toho druhého. Cílem je dotknout se hřbetem ruky soupeře fixátoru (podložky).

## Popis

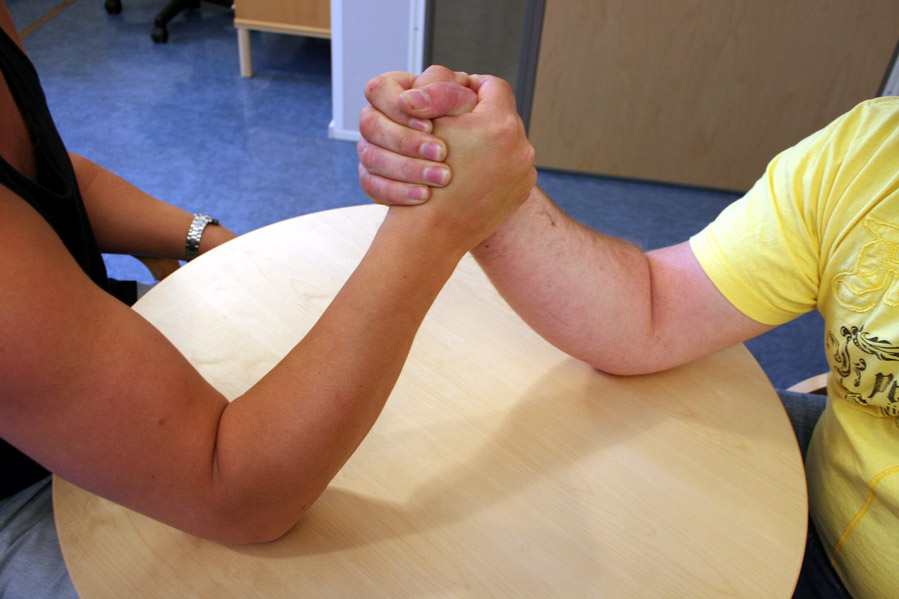
Pozice před startem zápasu v přetláčení

Oba soupeři sedí či stojí proti sobě za stolem či deskou. Desky bývají pro závodní sport upravené. Soupeři se zaklesnou dlaněmi rukou do sebe a na pokyn rozhodčího se snaží silou soupeřovu ruku přetlačit tak, aby se dotkla hřbetem ruky stolní desky. Musí přitom dodržovat sportovní pravidla a pokyny rozhodčího.
K úspěchu jedince mohou hrát roli různé faktory. Síla rukou a především technika jsou dva nejdůležitější faktory, které přispějí k vítězství v přetláčení. Přetláčení je občas využíváno k porovnání, kdo je mezi dvěma či více lidmi silnější. Nevhodná technika a nedostatečné osvalení může vést ke značně bolestivé kroutivé zlomenině pažní kosti, při které může dojít k poškození radiálního nervu. 
Soutěže v armwrestlingu jsou rozděleny podle váhových kategorií, rozdělených na levou a pravou ruku. Omezeny jsou také striktními pravidly. Jejich porušení se považují fauly (např. za nadzvednutí lokte z podložky či předčasný start). Pravidla se zároveň snaží zamezit možnosti zalomeného zápestí před startem, které by mohlo vést k výhodě jednoho ze sportovců.

## Nejlepší sportovci
Mezi nejlepší sportovce v přetláčení patří John Brzenk, který je nazýván jako nejlepší přetláčeč všech dob. Byl známý hlavně díky jeho variabilitě techniky, které mění téměř pokaždé, podle situaci v soutěži, dokonce se stejným soupeřem ve stejném zápase. Dalšími známými sportovci v páce byli Devon Larratt, Denis Cyplenkov, Alexey Voevoda a Magnus Samuelsson. Z žen například také herečka Dot Jones. Mezi nejúspěšnější české reprezentanty patří Stanislav Dupkala, Jaromír Bělůnek, František Živný, Milan Svoboda, Petr Kazda, Martin a Tomáš Farkašová, Dušan Tesařík, Martin Vodák, Václav Vaculovič, bratři Svačinovi a mnoho dalších. K nejúspěšnějším českým závodnicím patří Gabriela Nosková, Monika Slováková, Daniela Kolníková a Lenka Vojtková (Navrátilová).